# Carr-Schlankbeutelratte
Die Carr-Schlankbeutelratte (Marmosops carri) ist eine Säugetierart aus der Familie der Beutelratten (Didelphidae). Lange nahm man an, dass die Tiere auf Trinidad und Tobago endemisch vorkommen, bis Handley und Gordon im Jahr 1979 bemerkten, das sich einige Schlankbeutelratten aus Gebirgsregionen des nördlichen Venezuela morphologisch nicht von denen aus Trinidad und Tobago unterscheiden lassen. Dadurch wurde das bekannte Verbreitungsgebiet der Art auf das Küstengebirge (Cordillera de la Costa) des nördlichen Venezuela, sowie die Cordillera de Trujillo im Norden der Cordillera de Mérida ausgedehnt.

## Beschreibung
Die Tiere erreichen eine Kopfrumpflänge von 12,6 bis 15,5 cm, haben einen 15,2 bis 18,3 cm langen Schwanz und erreichen ein Gewicht von 41 bis 85 g. Männchen sind in der Regel größer als die Weibchen. Das Rückenfell ist graubraun und die Haare in der Mitte des Rückens haben eine Länge von 7 bis 9 mm. Die Körperseiten sind manchmal etwas heller. Das Fell der Unterseite von Kinn bis zum Bauch ist oberflächlich weißlich. Bei den meisten Exemplaren sind die Haarbasen aber grau. Die Vorderpfoten sind auf ihrer Oberseite hell. Der Schwanz ist länger als die Kopfrumpflänge und nur mit einer dunklen Ober- und einer hellen Unterseite deutlich zweifarbig gefärbt. bei einigen Exemplaren ist auch die Schwanzspitze etwas heller. Weibchen haben sieben Zitzen im Beutel, drei auf jeder Seite und eine in der Mitte.
Verglichen mit der recht ähnlichen, in Kolumbien und Venezuela vorkommenden Dunklen Schlankbeutelratte (Marmosops fuscatus) ist die Carr-Schlankbeutelratte etwas heller und deutlich größer.

## Lebensraum
Die Carr-Schlankbeutelratte kommt auf Trinidad in Tieflandregenwäldern ab Meeresspiegelhöhe und in Venezuela in Bergregenwälder in einer Höhe von 1000 bis 2300 Metern vor und lebt in Teilen seines Verbreitungsgebietes sympatrisch mit der verwandten Ojasti-Schlankbeutelratte (Marmosops ojastii).

## Systematik
Die Art wurde im Jahr 1897 durch Allen und Chapman erstmals unter dem Namen Thylamys carri wissenschaftlich beschrieben, damals also den Fettschwanzbeutelratten (Thylamys) zugeordnet. Gardner synonymisierte die Art im Jahr 1993 mit der Dunklen Schlankbeutelratte (Marmosops fuscatus). In einem im Jahr 2008 veröffentlichten Werk über die Säugerfauna Südamerikas billigte er der Form den Status einer Unterart (Marmosops fuscatus carri) zu, eine Ansicht die im 2015 erschienenen Beuteltierband des Handbook of the Mammals of the World so übernommen wird. Ein Jahr später wurde die Carr-Schlankbeutelratte in einer Revision der Schlankbeutelratten-Untergattung Sciophanes zu einer eigenständigen Art.

## Belege
1. ↑  Handley, C.O., Jr., and L.K Gordon. 1979. New species of mammals from northern South America: mouse opossums, genus Marmosa Gray. In J.F. Eisenberg (editor), Vertebrate ecology in the northern Neotropics: 65–72. Washington, DC: Smithsonian Institution Press.
2. 1 2 3 4 5  Juan F. Díaz-Nieto, Robert S. Voss: A Revision of the Didelphid Marsupial Genus Marmosops, Part 1. Species of the Subgenus Sciophanes. Bulletin of the American Museum of Natural History Number 402 :1-70. 2016, doi: 10.1206/0003-0090-402.1.1. Seite 28–34.
3. ↑  Allen, J.A., and F.M. Chapman. 1897. On a second collection of mammals from the island of Trinidad, with descriptions of new species and a note on some mammals from the island of Dominica, W.I. Bulletin of the American Museum of Natural History 9 (2): 13–30.
4. ↑  D. Astúa: Family Didelphidae (Opossums) In: Don E. Wilson & Russell A. Mittermeier (Hrsg.): Handbook of the Mammals of the World: Monotremes and Marsupials: Volume 5. Lynx Edicions Barcelona, 2015. ISBN 978-84-96553-99-6: S. 181